# Biréli Lagrène
Biréli Lagrène (Soufflenheim, 4 september 1966) is een Franse jazzgitarist en componist.

## Biografie
De Sinti Biréli Lagrène heeft van jongs af aan muziek gemaakt met zijn vader Fiso en zijn broer Gaïti. Hij nam op 12-jarige leeftijd zijn eerste plaat op. De eerste jaren van zijn carrière werden begeleid door zijn ontdekker, de Slowaakse bassist Jan Jankeje, bij wiens label Jazzpoint Records ook de eerste platen werden uitgebracht. In 1986 speelde Lagrène met de Amerikaanse bassist Jaco Pastorius. Lagrène vertolkt onder andere Django Reinhardt, hij is vergelijkbaar met zijn voorbeeld in creativiteit en frasering, maar onderneemt ook tripjes naar andere soorten jazz, Latijns-Amerikaanse muziekstijlen en klassieke muziek. In de traditie van de Sinti en Manouches-muzikanten is Lagrène een multi-instrumentalist. Naast de gitaar beheerst hij bas, viool en piano en speelt hij af en toe de drums.
Lagrène heeft onder meer gewerkt met de muzikanten Al di Meola, Larry Coryell, John McLaughlin, Vic Juris, Stochelo Rosenberg, Babik Reinhardt, Sylvain Luc, Gil Evans, Leon Redbone, Richard Galliano, Didier Lockwood, Herbie Hancock, Elvin Jones, Jean-Yves Jung en Diz Disley. Naast zijn eigen composities bevat zijn repertoire ook composities uit de Sintiswing en moderne jazzgebieden en interpretaties van pop- en rocknummers zoals Time After Time van Cyndi Lauper, I Shot The Sheriff van Bob Marley en enkele titels van Jimi Hendrix. Op Blue Eyes presenteert hij zich ook als jazzzanger. Met het Gipsy Project keerde hij terug naar zijn roots en werkte daar met vele grootheden van het circuit.
In zijn recensie van Vintage Guitar in december 2002 noemde Mike Dregni het album Gipsy Project & Friends een waar meesterwerk en de cast (Biréli Lagrène (gitaar), Thomas Dutronc (gitaar), Holzmanno Lagrène (gitaar), Stochelo Rosenberg (gitaar), Hono Winterstein (gitaar), Diego Imbert (contrabas), Florin Niculescu (viool) en Henri Salvador (zang op stuk 7) een 'zigeuner-jazzbezetting uit de hemel'. Solo-opnamen van Lagrène zijn voor het eerst te horen op de in 2007 uitgebrachte dubbele cd Djangology / To Bi Or Not To Bi. Hij speelt ook met de WDR Big Band Keulen op de tweede cd.

## Discografie
- 1980: Routes To Django
- 1981: Biréli Swing '81
- 1982: 15
- 1986: Stuttgart Aria Live (met Jaco Pastorius)
- 1986: Lagrene And Guests
- 1987: Inferno
- 1988: Foreign Affairs
- 1991: Acoustic Moments
- 1992: Standards
- 1994: Live In Marciac
- 1995: My Favourite Django
- 1998: Blue Eyes
- 2000: Duet (met Sylvain Luc)
- ????: Front Page (met Dominique di Piazza en Dennis Chambers)
- 2001: Gypsy Project
- 2002: Gypsy Project & Friends
- 2004: Move
- 2006: Djangology / To Bi Or Not To Bi
- 2008: Electric Side
- 2009: Summertime (mit Sylvain Luc)
- 2009: Gypsy Trio feat. Roberto Alagna
- 2015: D-Stringz (met Stanley Clarke und Jean-Luc Ponty)
- 2018: Storyteller

- Bibliothèque nationale de France: cb138962673 (data)
- Gemeinsame Normdatei: 134438272
- International Standard Name Identifier: 0000 0001 1476 566X
- Library of Congress Control Number: n85300297
- MusicBrainz: 57e0894c-d70d-4026-a001-cf212f8550f2
- Nationale Bibliotheek van Tsjechië: xx0026429
- Nationale Bibliotheek van Israël: 987007420501605171
- Nederlandse Thesaurus van Auteursnamen: 074203932
- Système universitaire de documentation: 144204339
- Virtual International Authority File: 85464796
- WorldCat: E39PBJmXH8V8vtgCjXXjTJmKh3